# 天主教埃斯坦西亚教区
天主教埃斯坦西亞教區（拉丁語：Dioecesis Stantiana）是羅馬天主教在巴西的一個教區，屬阿拉卡茹總教區。
1960年4月30日升為教區。包括塞爾希培州十六市，2006年有教友423,228人，佔轄區總人口98.2%。教區下轄十八個堂區，有廿七名司鐸。目前教區主教的席位處於出缺狀態。